# ポツダム協定
ポツダム協定（ポツダムきょうてい）は、1945年8月2日にアメリカ合衆国・英国・ソビエト連邦間で「ポツダム会談」に基づいて採択された協定。21条と二つの付属議定書から構成されている。第二次世界大戦後のヨーロッパの処理、主にドイツの戦後統治についての取り決めが行われた。

## ポツダム協定の概要

### 連合国協議体制
- ドイツを除くヨーロッパの枢軸国と連合国平和条約制定のため、米・英・ソ・フランス・中華民国の外相で構成される外相理事会を設置する。第一回会合は1945年9月1日までに行う。
- 連合国の協議機関であった欧州諮問委員会（英語版）の解散。

### ドイツの占領政策
- ドイツ占領政策を統括する連合国管理理事会（英語版）を設置する。

#### 政治的原則
- 米・英・仏・ソ4カ国による分割占領統治の確認
- ドイツ国防軍・親衛隊・突撃隊などの武装解除
- 人種、政治的・宗教的信条などを理由としたナチス・ドイツ時代の法令の廃止
- 戦争犯罪やナチス・ドイツの戦争政策に関与した者の裁判と追放
- ナチスや軍国主義の影響の排除（非ナチ化）
- 民主的な政党の再建
- 政治構造の分権化。ドイツの貿易と産業の再建。

#### 経済的原則
- 戦争に使用される兵器・弾薬・船舶等の製造禁止。
- 過度な資本集中の解体。産業は農業と平和的産業を優先させる。
- ドイツは単一の経済単位として扱われなければならず、各占領地域での政策はこれを前提としなければならない
- 連合国管理理事会はドイツの経済政策、対外資産などの監督を行う。
- 賠償の支払いは、国民生活を圧迫しないように行う

### ドイツの賠償
- ソ連および西側連合国（米・英・仏などを含む連合国）は、その占領地域から賠償を徴収する。ソ連の徴収分からポーランドへの賠償は充当される。
- 西側連合国はその占領地域からソ連に対して賠償を配分しなければならない。ドイツの平時経済に不必要であると判定された工業設備・資材の10％は無償で、15％は物資との交換でソ連に引き渡される。
- 賠償徴収は2年以内に行われなければならない
- ソ連は西側占領地域、西側連合国は東欧とソ連の占領地域、オーストリアにおける資本の請求権を相互に放棄する。
- ソ連は西側連合軍が押収したドイツの金資産等に対して関与しない。

### ドイツ海軍船舶
- ドイツ海軍が保有する、ドイツおよび同盟国から引き継いだ船舶は、米・英・ソの三国で分配される
- ドイツが保有するUボートは30隻を除いてすべて解体される。30隻は研究のために米・英・ソに分配される
- 米・英・ソの三国は分配を協議する委員会を設置する
- 実際の分配は日本との戦争終了後に行う

### ソ連のドイツ領要求
- ソ連はケーニヒスベルクとその付属地域を要求する。正式な譲渡は平和条約提携時に行われるが、米英はソ連の要求を支持する。

### 戦犯裁判の準備
- モスクワ宣言に基づいてロンドンで行われている、国際軍事裁判のための憲章制定を早急に行うよう要請する
- 最初の被告リストは1945年9月までに公表する。

### オーストリア
- ソ連はオーストリアの統治はオーストリア臨時政府の権威の元、統一的に行われることを提案する。
- 米英は両軍のウィーン到着後にこの問題についての調査を行う。
- オーストリアに対して賠償は要求しない。

### ポーランド

#### 臨時政府の設立
- ヤルタ協定に基づき、米・英・ソは挙国一致臨時政府が正当なポーランド政府であると認定する。米英はロンドンのポーランド亡命政府との関係を断絶する。
- 米英は領域内にあるポーランド政府資産を、国民統一臨時政府に引き渡す。
- 世界各地のポーランド軍と商船は、国民統一臨時政府の元に復帰し、それを支えなくてはならない。
- できるだけ早く自由で公正な選挙が行われなければならない。

#### ドイツ領のポーランドへの割譲
- 米英ソ三国首脳と国民統一臨時政府および国民評議会は、ポーランドに割譲される西方と北部のドイツ領について協議を行ってきた。この問題の最終的な確定は平和条約制定後に行われることを確認する。
- ポーランドはオーデル川、ナイセ川以東（オーデル・ナイセ線）のドイツ領と東プロイセンを管理下に置く。これはソ連の占領地域と同一視されない。

### 平和条約と国連機関
- 米・英・ソはハンガリー、ブルガリア、ルーマニア、イタリア、フィンランドの現在の状態は平和条約の締結によって終了されることが望ましいと考えている。
- 外相理事会が取り組む当面の平和条約対象国はイタリアである。
- フィンランド、ルーマニア、ブルガリア、ハンガリーとの国交は、平和条約締結交渉の中で、別個に検討される
- 国際連合への加盟には、国際連合憲章にある義務を尊重する必要がある。加盟申請に際しては国際連合安全保障理事会の勧告に基づき、国際連合総会において決定される。
- 米英ソ三国政府は、明確に枢軸国の支援を受けて設立され、枢軸国と深い関係を持っていた現在のスペイン政権が国連加盟を申請した場合、これを支持しないであろう。

### 信託統治
- 会議ではヤルタ会談で提案された、イタリア植民地の信託統治へのソ連の参加について検討した。
- この問題は9月の外相理事会で決定される。

### 東欧占領地問題
- 米英ソ三国政府はハンガリー、ルーマニア、ブルガリアにおける連合軍占領作業を改善するため、これらの国の占領当局が情報を米英に伝えていることを留意する。
- 米英ソ三国政府はハンガリー、ルーマニア、ブルガリアの占領は、停戦協定を受け入れた政府（ハンガリーの場合は、当事者であるハンガリー政府を併合したハンガリー臨時国民政府）との合意を根拠とすることを確認する。

### ドイツ人追放
- 米英ソ三国政府はポーランド、チェコスロバキア、ハンガリーにいるドイツ人が本国に移送されなければならないことを認識する。
- 連合国管理理事会は占領されたドイツの各州が、どの程度受け入れ可能であるかを調査する。ポーランド、チェコスロバキア、ハンガリーの各政府はこの調査が終了するまでドイツ人の追放を中断しなければならない。

### ルーマニア油田
- ルーマニアの油田問題については、米ソ、英ソがそれぞれ代表を出す二つの委員会を設置して調査を行い、検討する。

### イラン撤退
- 連合国軍はテヘランをはじめイランから撤退するべきであるが、撤退に関する詳細は1945年9月の外相理事会で検討される。

### タンジェ
- ソ連政府の提案を検討した結果、タンジェは戦略的な重要性から、国際的な管理体制が行われるべきである。タンジェの問題はパリにおいて開催される、米・英・仏・ソ各政府の代表が行う会議によって討議される。

### 海峡問題
- モントルー条約は現在の世界情勢に一致していない。次の段階として三国政府はそれぞれトルコ政府と協議する必要がある。

### ヨーロッパ貿易会議
- 米英はヨーロッパにおける内陸輸送委員会を再開催し、ソ連がこれに参加することを歓迎する。

### 補遺
- 米英ソ三国政府はこの会議の決定に基づき、ドイツ占領に関する指令を当局に伝達する。
- 21条では会議の間、共通の軍事問題を検討するため、三国の参謀本部による会議が行われたことが明記されている。
- 付属議定書1ではハンガリー占領統治への米英代表の参加が定められた。

#### 付属議定書2
付属議定書2では、アメリカ政府からの複数の提案が記載されている。これらの提案はおおむね了承されたが、正式な外交ルートを通じて解決されるべきであるとされた。
- 賠償の負担と、占領による利益が連合国国民に与えられるべきではない。
- 占領地の財産を急いで収奪することは、結果として連合国国民の損失につながる。効果的な連合国への補償を実現させる占領政策をとるべきである。
- 民間の補償要求は、賠償と同等に扱われるべきである。
- また付属議定書2のB項ではポツダム宣言がそのまま掲載されている。